# Макнабб, Донован
Донован Джамал Макнабб (англ. Donovan Jamal McNabb; 25 ноября 1976, Чикаго, Иллинойс) — профессиональный американский  футболист. Играл на позиции квотербека. Выступал в НФЛ с 1999 по 2011 год, большую часть карьеры провёл в составе «Филадельфии Иглз». Член Зала славы «Иглз», игровой №5, под которым он выступал, выведен в команде из обращения. Шестикратный участник Пробоула.
На студенческом уровне играл за команду Сиракузского университета. Один из лучших игроков в его истории. Трижды признавался лучшим игроком года в нападении в конференции Big East Номер Макнабба выведен из обращения в футбольной команде университета. На драфте НФЛ 1999 года был выбран в первом раунде под общим вторым номером.

## Биография

### Ранние годы
Донован Макнабб родился 25 ноября 1976 года в Чикаго. В детстве он был неплохим спортсменом, играл в футбол, баскетбол и волейбол. Во время учёбы в старшей школе Маунт-Кармел его партнёрами по спортивным командам были будущий игрок НБА Антуан Уокер и ди-энд Симеон Райс, позднее выигравший Супербоул в составе «Тампы-Бэй Бакканирс». В 1991 году Макнабб в составе школьной команды выиграл чемпионат штата. 

### Карьера в колледже
Несмотря на успехи в школе, спортивную стипендию Макнаббу предложило только две программы NCAA. Он сделал выбор в пользу Сиракьюзского университета. Первый сезон в составе его команды Макнабб провёл в статусе освобождённого игрока, а со второго он занял позицию стартового квотербека «Оранж». В 1995 году он набрал пасом 1991 ярд с 16 тачдаунами, один из которых, на 96 ярдов, стал рекордным для университета. По итогам сезона его признали лучшим новичком нападения в конференции Big East.
С 1996 по 1998 год Макнабб трижды признавался лучшим игроком нападения в Big East, попутно побив практически все рекорды команды. Его заключительный сезон стал одним из лучших в истории университета: команда получила право сыграть в Оранж Боуле, где проиграла «Флориде» со счётом 10:31. В том же году Макнабб вошёл в число финалистов трофея Хайсмана.
В составе баскетбольной команды «Сиракьюз» Макнабб провёл сезоны 1995/96 и 1996/97, оставаясь резервным защитником. За это время он сыграл в девятнадцати матчах. Один из них, против Джорджии в марте 1996 года, входит в число величайших в истории университета.

#### Статистика выступлений в турнире NCAA
| Сезон | Команда        | Игры | Пас | Пас | Пас  | Пас  | Пас | Пас | Пас | Пас   | Вынос | Вынос | Вынос | Вынос |
| Сезон | Команда        | Игры | Cmp | Att | Pct  | Yds  | Y/A | TD  | Int | Rtg   | Att   | Yds   | Avg   | TD    |
| ----- | -------------- | ---- | --- | --- | ---- | ---- | --- | --- | --- | ----- | ----- | ----- | ----- | ----- |
| 1994  | Сиракьюз Оранж | —    | —   | —   | —    | —    | —   | —   | —   | —     | —     | —     | —     | —     |
| 1995  | Сиракьюз Оранж | 11   | 128 | 207 | 61,8 | 1991 | 9,6 | 16  | 6   | 162,3 | 123   | 261   | 2,1   | 2     |
| 1996  | Сиракьюз Оранж | 11   | 118 | 215 | 54,9 | 1776 | 8,3 | 19  | 9   | 145,1 | 97    | 458   | 4,7   | 3     |
| 1997  | Сиракьюз Оранж | 12   | 145 | 265 | 54,7 | 2488 | 9,4 | 20  | 6   | 154,0 | 110   | 404   | 3,7   | 6     |
| 1998  | Сиракьюз Оранж | 11   | 157 | 251 | 62,5 | 2134 | 8,5 | 22  | 5   | 158,9 | 135   | 438   | 3,2   | 8     |
| Всего | Всего          | 45   | 548 | 938 | 58,4 | 8389 | 8,9 | 77  | 26  | 155,1 | 465   | 1561  | 3,4   | 19    |

### Профессиональная карьера
Он был квотербеком «Филадельфия Иглз» с 1999 по 2009 годы. За это время Макнабб привёл команду к восьми матчам плей-офф (2000—2004, 2006, 2008 и 2009), пяти чемпионатам Востока НФК (2001, 2002, 2003, 2004 и 2006), пяти играм чемпионата НФК (2001, 2002, 2003, 2004, и 2008), а также Супербоулу XXXIX, в котором «Иглз» проиграли «Нью-Ингленд Пэтриотс» со счетом 24-21. Он также стал абсолютным лидером «Иглз» по количеству попыток передачи, завершенных передач, пропущенных ярдов и пропущенных тачдаунов.

## Карьера на радио
После того, как он ушёл из американского футбола, он начал работать на радио. В период с 2012 по 2017 годы, Макнабб работал в качестве аналитика на NFL Network, Fox Sports 1, ESPN Radio.
12 декабря 2017 года он был временно отстранён от работы на ESPN Radio, поскольку организация расследовала обвинения в сексуальных домогательствах, когда он работал в NFL Network. В январе 2018 года МакНабб и его коллега, футбольный аналитик Эрик Дэвис были официально уволены из компании.
Макнабб и его мать, Вильма Макнабб, снялись в рекламе супа Campbell’s Chunky Soup, которая позже была спародирована на Saturday Night Live.